# Carne trémula
Carne trémula és una pel·lícula dramàtica espanyola estrenada en 1997. Dirigida per Pedro Almodóvar, basa el seu argument en la novel·la homònima de Ruth Rendell. Els protagonistes van ser Javier Bardem, Liberto Rabal, Pepe Sancho, Penélope Cruz, Ángela Molina i Francesca Neri.

## Sinopsi
David (Javier Bardem) i Sancho (Pepe Sancho) són una parella de policies que es troben amb Víctor (Liberto Rabal), un jove immadur i marginal. Durant una nit de patrulla per la ciutat, en la que coneixen a Helena (Francesca Neri), es deslliga una discussió entre ells i David resulta ferit en la columna vertebral. Víctor és detingut i condemnat a set anys de presó, mentre que David haurà de refer la seva vida prostrat en una cadira de rodes.

## Repartiment
- Liberto Rabal (Víctor Plaza).
- Javier Bardem (David)
- Francesca Neri (Helena)
- Ángela Molina (Clara)
- Pepe Sancho (Sancho)
- Pilar Bardem (Doña Centro de Mesa)
- Penélope Cruz (Isabel Plaza Caballero)
- Mariola Fuentes (Clementina)
- Álex Angulo (Tony, chófer de bus)

## Comentaris
Al principi l'actor protagonista era Jorge Sanz. Finalitzats els assajos previs i acabat de començar el rodatge, és substituït per Liberto Rabal a causa de diferències amb el director.

## Palmarès cinematogràfic
Premis BAFTA (1998)
| Categoria                             | Resultat  |
| ------------------------------------- | --------- |
| Millor pel·lícula de parla no anglesa | Candidata |

XII Premis Goya
| Categoria                    | Persona       | Resultat  |
| ---------------------------- | ------------- | --------- |
| Millor actor protagonista    | Javier Bardem | Candidat  |
| Millor actriu de repartiment | Ángela Molina | Candidata |
| Millor actor de repartiment  | Pepe Sancho   | Guanyador |

Fotogramas de Plata 1997
| Categoria               | Persona       | Resultat   |
| ----------------------- | ------------- | ---------- |
| Millor actriu de cinema | Ángela Molina | Guanyadora |
| Millor actor de cinema  | Javier Bardem | Guanyador  |

VII Premis de la Unión de Actores
| Categoria                                     | Persona       | Resultat   |
| --------------------------------------------- | ------------- | ---------- |
| Millor interpretació secundària de cinema     | Ángela Molina | Candidata  |
| Millor interpretació de repartiment de cinema | Pilar Bardem  | Guanyadora |
| Millor interpretació de repartiment de cinema | Penélope Cruz | Candidata  |

Altres
Sindicat de Cronistes Cinematogràfics de Itàlia: Premi al millor director i a la millor actriu (Francesca Neri).
Candidata als Premis del Cinema Europeu: Millor pel·lícula i Millor actor (Javier Bardem).